# Marcos Roberto Silveira Reis
Marcos Roberto Silveira Reis (1973. augusztus 4.) brazil labdarúgókapus. Pályafutása során csak a Palmeirasban játszott, valamint 29-szer volt tagja a válogatottnak.

## Pályafutása

### Klubcsapatban
1992-ben került a Palmeiras felnőtt keretéhez. Két alkalommal sikerült csapatával megnyernie a brazil bajnokságot (1993, 1994), egyszer pedig a Libertadores-kupát (1999).
2012. január 4-én 38 évesen bejelentette visszavonulását. A Palmeiras színeiben több, mint 500 mérkőzésen lépett pályára. Pályafutását több alkalommal nehezítették sérülések.

### Válogatottban
A brazil nemzeti csapatban 1999. november 13-án debütálhatott egy Spanyolország elleni barátságos mérkőzésen. Az 1999-es Copa Américán és az 1999-es konföderációs kupán második számú kapusnak számított. A 2001-es Copa América hozta meg számára a fordulatot és lett a válogatott első számú hálóőre. A 2002-es világbajnokságon minden mérkőzést végig védett és hozzásegítette Brazíliát története 5. világbajnoki címéhez. A vb után már csak négy alkalommal volt válogatott.
2006. október 6-án lemondta a válogatottságot és a továbbiakban a klubcsapatára koncentrált.

## Statisztika
| Klub      | Szezon | Série A | Série A | Copa do Brasil | Copa do Brasil | Paulista-bajnokság | Paulista-bajnokság | CONMEBOL | CONMEBOL | Nemzetközi | Nemzetközi | Összesen | Összesen |
| Klub      | Szezon | Mérk.   | Gól     | Mérk.          | Gól            | Mérk.              | Gól                | Mérk.    | Gól      | Mérk.      | Gól        | Mérk.    | Gól      |
| --------- | ------ | ------- | ------- | -------------- | -------------- | ------------------ | ------------------ | -------- | -------- | ---------- | ---------- | -------- | -------- |
| Palmeiras |        |         |         |                |                |                    |                    |          |          |            |            |          |          |
| A 1992    | 0      | 0       | 0       | 0              | 1              | 0                  | 0                  | 0        | -        | -          | 1          | 0        |          |
| A 1993    | 0      | 0       | 0       | 0              | 0              | 0                  | 0                  | 0        | -        | -          | 0          | 0        |          |
| A 1994    | 0      | 0       | 0       | 0              | 0              | 0                  | 0                  | 0        | -        | -          | 0          | 0        |          |
| A 1995    | 0      | 0       | 0       | 0              | 0              | 0                  | 0                  | 0        | -        | -          | 0          | 0        |          |
| A 1996    | 12     | 0       | 1       | 0              | 4              | 0                  | -                  | -        | -        | -          | 17         | 0        |          |
| A 1997    | 5      | 0       | 0       | 0              | 6              | 0                  | -                  | -        | -        | -          | 11         | 0        |          |
| A 1998    | 1      | 0       | 5       | 0              | 5              | 0                  | -                  | -        | -        | -          | 11         | 0        |          |
| A 1999    | 15     | 0       | 7       | 0              | 22             | 0                  | 14                 | 0        | 1        | 0          | 59         | 0        |          |
| A 2000    | 20     | 0       | 0       | 0              | 5              | 0                  | 14                 | 0        | -        | -          | 39         | 0        |          |
| A 2001    | 14     | 0       | 4       | 0              | 9              | 0                  | 12                 | 0        | -        | -          | 39         | 0        |          |
| A 2002    | 19     | 0       | 2       | 0              | 20             | 0                  | -                  | -        | -        | -          | 41         | 0        |          |
| B 2003    | 32     | 0       | 2       | 0              | 12             | 0                  | -                  | -        | -        | -          | 46         | 0        |          |
| A 2004    | 5      | 0       | 5       | 0              | 9              | 0                  | -                  | -        | -        | -          | 19         | 0        |          |
| A 2005    | 22     | 0       | -       | -              | 11             | 0                  | 8                  | 0        | -        | -          | 41         | 0        |          |
| A 2006    | 4      | 0       | -       | -              | 5              | 0                  | 5                  | 0        | -        | -          | 14         | 0        |          |
| A 2007    | 1      | 0       | 2       | 0              | 11             | 0                  | -                  | -        | -        | -          | 14         | 0        |          |
| A 2008    | 37     | 0       | 4       | 0              | 13             | 0                  | 6                  | 0        | -        | -          | 60         | 0        |          |
| A 2009    | 36     | 0       | -       | -              | 7              | 0                  | 12                 | 0        | -        | -          | 55         | 0        |          |
| A 2010    | 13     | 0       | 5       | 0              | 17             | 0                  | 1                  | 0        | -        | -          | 36         | 0        |          |
| A 2011    | 19     | 0       | 3       | 0              | 3              | 0                  | 2                  | 0        | 0        | 0          | 27         | 0        |          |
| Összesen  | 255    | 0       | 40      | 0              | 160            | 0                  | 74                 | 0        | 1        | 0          | 530        | 0        |          |